# Gelijnde micro-uil
De gelijnde micro-uil (Schrankia taenialis) is een vlinder uit de familie van de spinneruilen (Erebidae). De wetenschappelijke naam van de soort is voor het eerst geldig gepubliceerd in 1809 door Hübner.
Deze nachtvlinder komt voor in Europa.